# Tillandsia verapazana
Tillandsia verapazana là một loài thực vật có hoa trong họ Bromeliaceae. Loài này được Ehlers miêu tả khoa học đầu tiên năm 1994.

## Hình ảnh

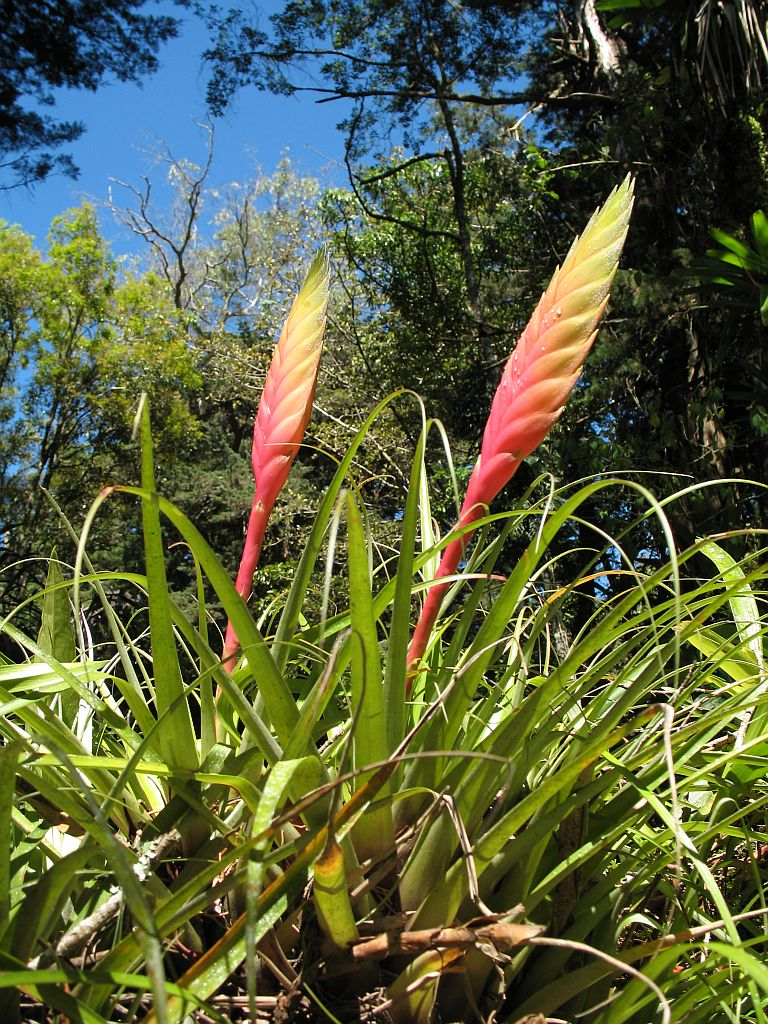